# مسافر (ترانه ایگی پاپ)
«مسافر» (به انگلیسی: The Passenger) ترانه‌ای از ایگی پاپ و یکی از قطعات آلبوم سال ۱۹۷۷ او با نام شهوت زندگی است. این قطعه که آهنگ امضای ایگی پاپ به‌شمار می‌آید از زمان انتشارش بارها در فیلم‌ها و تبلیغات تلویزیونی استفاده شده و توسط خوانندگان مختلف بازخوانی شده‌است.

## ساخت و محتوا
«مسافر» در برلین نوشته شده، جایی که ایگی پاپ و دیوید بویی در سال ۱۹۷۶ و طی یک تبعید خودخواسته مدتی به آن‌جا رفتند تا بتوانند از اعتیادشان به مواد مخدر رهایی یابند. حرکتی که به اعتراف خودشان فقط تا اندازه‌ای موفق بود، چون نمی‌توانستند در برابر وسوسهٔ سبک زندگی شبانهٔ هدونیستی تاب بیاورند. در «مسافر» نوعی حس زوال و انحطاط وجود دارد؛ ایگی پاپ متن را یکنواخت و ریلکس، با صدایی تقریباً باریتون اجرا می‌کند در حالی که با این کلمه‌ها شنونده را به دنیای آخر شب خود دعوت می‌کند: «سوار ماشین شو/ما مسافریم/ستاره‌هایی را می‌بینیم که به‌شدت می‌درخشند/ستاره‌ها امشب برای ما ساخته شده‌اند/و همه چیز برای من و تو ساخته شده». به گفتهٔ ایگی پاپ شعر «مسافر» تا حدودی برآمده از گشت و گذارهای دونفرهٔ او و بویی در آمریکای شمالی و اروپاست، زمانی که پاپ گواهینامهٔ رانندگی نداشته و در اتومبیل بویی کنار او می‌نشسته‌است. روری مک‌لین در مقاله‌ای در گاردین خاطرهٔ شبی را تعریف می‌کند که پاپ و بویی در پارکینگ زیرزمینی هتل محل اقامت‌شان در برلین سوار اتومبیل‌شان شدند (بویی ماشین را می‌راند و پاپ روی صندلی مسافر نشسته بود) و با سرعت بالای ۱۰۰ کیلومتر در ساعت چرخ می‌زدند. در حالی که صدای گوشخراش لاستیک‌های ماشین به گوش می‌رسید بویی فریادکشان و دیوانه‌وار به سمت دیوارهای بتنی پارکینگ می‌راند، گویی می‌خواست همه چیز را تمام کند. به گفتهٔ مک‌لین آن‌ها تا زمانی به این کار ادامه دادند که بنزین ماشین تمام شد و هیجان‌شان فروکش کرد. به نوشتهٔ آل‌میوزیک «مسافر» تصویری نسبتاً رومانتیک و عامه‌پسند از دو موزیسین ارائه می‌کند که به یک سرزمین بیگانه پناه می‌برند، هر یک منبع الهام دیگری می‌شود، برخی از بهترین آثارشان را خلق می‌کنند، ولی در نهایت راه گریزی از دنیای راک اند رول (که بخشی از آن هستند) برای‌شان وجود ندارد.
بر خلاف اغلب قطعه‌های آلبوم شهوت زندگی که با همکاری بویی نوشته شده بودند، موسیقی «مسافر» را ریکی گاردینر (گیتاریست فصلی) ساخته‌است.

## افراد مشارکت‌کننده
- ایگی پاپ - آواز
- تونی سیلز - گیتار باس، بک وکال
- هانت سیلز - درامز، بک وکال
- کارلوس آلومار - گیتار، بک وکال
- ریکی گاردینر - گیتار، بک وکال
- دیوید بویی - پیانو، بک وکال[۷]